# Colaspoides kasaharai
Colaspoides kasaharai es un insecto coleóptero de la familia Chrysomelidae.
Fue descrita científicamente en 1991 por Komiya.